# Vorí vorí
El vorí vorí (del guaraní: vori vori) es un caldo caracterizado por una consistencia espesa en la cual se encuentran pequeñas esferas dispersas compuestas por harina de maíz y queso. Ha sido reconocido en tres ocasiones, —2023, 2024  y 2025— como el caldo de mayor prestigio a nivel mundial. Su genealogía culinaria se remonta a la fusión de las tradiciones gastronómicas mestizas cario-guaraní y española, siendo un elemento distintivo de la gastronomía de Paraguay.
En términos de origen, el vori vori presenta una herencia primaria cario y sefardí, derivando de uno de los diez platos rituales del pésaj hebreo, específicamente las bolitas de matzah, sustituyendo la sémola de trigo por la harina de maíz, ingrediente fundamental en la tradición culinaria cario.
Su denominación es de raíz predominantemente guaranítica. En el guaraní moderno, la pluralización de términos a menudo se logra mediante su repetición; así, «vorí» hace referencia a una unidad, mientras que «vorí vorí» denota pluralidad, es decir, dos o más. El término «vorí» proviene de la adaptación guaranizada del español «bolita», aludiendo a las pequeñas esferas de maíz presentes en el caldo. El vocablo «bolita» fue transformado en «borita» y, posteriormente, reducido a «vorí». En consecuencia, «vorí vorí» se traduce literalmente como «bolita bolita».

## Historia y origen
Existe la idea equivocada de nombrar a la gastronomía paraguaya como "gastronomía guaraní". La gastronomía paraguaya nace de la fusión de la culinaria española y la cocina cario-guaraní, que se desarrolló por influencias de los padres franciscanos, los españoles y los criollos asuncenos, el cual tuvo lugar en Asunción y sus alrededores. Pueblos como Tobatí, Atyrá, Altos, Areguá, Ypané, Guarambaré, Itá y Yaguarón son ejemplos vivos de cómo la cultura paraguaya se desarrolló fuera y lejos de la influencia mercantil de los jesuitas. Cuando los jesuitas fueron expulsados en 1767, los nativos volvieron a su hábitat natural (la selva misionera) mas no fueron a Asunción y su zona de influencia para educar o enseñar, prueba de ello es la extinción de la cerámica jesuita y no así la franciscana que sigue viva en Itá, Areguá y Tobatí.
La cocina base de los cario-guaraníes consistía en la caza, la pesca, sus cultivos de granos, sus técnicas y métodos de cocción así como los utensilios que elaboraban. Los primeros antecedentes del sincretismo cario-guaraní español tuvieron lugar en la época de la fundación de Asunción y alrededores, donde posteriormente se fundaron las reducciones franciscanas de Altos, Atyrá, Guarambaré, Itá, etc. En la Gobernación del Paraguay se circunscribía una jurisdicción católica llamada «Provincia Paraguaria». Esta provincia, entonces dependiente del Virreinato del Perú, abarcaba las regiones de Paraguay, Argentina, Uruguay y partes de Bolivia, Brasil y Chile (entre 1604 y 1617). Desde 1617, la Provincia Paraguaria fue desmembrada a la Gobernación del Río de la Plata y la Gobernación del Paraguay, quedando así bajo la jurisdicción de esta última. Posteriormente esta región pasó a pertenecer al efímero Virreinato del Río de la Plata (1776-1810). La cultura desarrollada en el Gran Paraguay fue muy fuerte, ya que los guaraníes fueron usados por los conquistadores y los evangelizadores como intermediarios con otros pueblos amerindios. Por estos motivos, la cultura paraguaya que caracteriza a Asunción se conservó fuerte en esta zona, y a su vez se extendió hacia zonas donde más tarde se introdujo el ganado vacuno, con la fundación de Corrientes en 1588, la ciudad más antigua del NEA.
En las bitácoras (de viajeros como el alemán Ulrico Schmidl) y en los registros históricos de la época virreinal aparece en varios párrafos que los carios guaraníes (tribu que habitaba la zona de Asunción) preparaban tortas y panes a base de mandioca, maíz y choclo dulce mezclados con grasa animal, conocidos como "mbuyapé" ("pan" en guaraní). La alimentación cario-guaraní fue complementada con alimentos criollos que aportaron consigo los españoles desde el Viejo Continente. Esto se debió a la introducción del ganado vacuno en 1556, y a partir de estos se obtenían «nuevos» alimentos tales como: carne de res y oveja, leche, huevos, quesos, etc. De esta manera, las comidas con ingredientes de la base gastronómica cario-guaraní (maíz, mandioca, zapallo, batata, etc.) se entremezclaron con ingredientes traídos por los españoles (carne, leche, quesos, huevos, etc.). Dicha unión dio lugar a comidas que se han consumido desde esa época virreinal hasta la actualidad. Fue en este contexto donde se originó la receta de los platos típicos paraguayos que tienen como ingredientes base la mandioca, maíz, queso, leche y carne vacuna.

## Elaboración y variantes del vorí vorí: composición, preparación y alcance sociocultural
El vorí vorí es una preparación culinaria en la que se emplean harina de maíz, queso fresco, caldo concentrado y agua. Existen variantes que, bajo la denominación genérica de vorí vorí blanco, incorporan ingredientes adicionales como aceite, ajo, cebolla, zapallo, leche y arroz.
El procedimiento para la elaboración de las esferas consiste en combinar la harina de maíz con el queso desmenuzado en un recipiente, humedeciendo la mezcla con el caldo concentrado hasta obtener una masa homogénea. A partir de esta, se moldean esferas de tamaño aproximado al de una uva grande. Una vez formadas, se introducen en caldo en ebullición. En caso de que la preparación adquiera una consistencia excesivamente densa, puede ajustarse su textura mediante la adición de agua caliente.
Una de las variantes más difundidas es el vorí vorí de gallina, en la cual se incorporan trozos de gallina doméstica previamente dorados en su propia grasa hasta alcanzar una coloración dorada intensa, evitando la carbonización. El vorí vorí es un componente ampliamente consumido de la gastronomía paraguaya y ha sido adoptado en diversos ámbitos sociales, registrando su presencia tanto en contextos gastronómicos formales como en espacios domésticos de menor sofisticación.